# Alderney na Island Games 2009
Reprezentacja Alderney na Island Games 2009 na Wyspach Alandzkich (Finlandia) liczyła osiemnastu zawodników, którzy występowali w sześciu dyscyplinach: golfie, lekkoatletyce, łucznictwie, tenisie, tenisie stołowym oraz żeglarstwie. Było to dziewięć kobiet i dziewięciu mężczyzn.
Był to dziesiąty występ tej reprezentacji w ramach Island Games. Pierwszy raz pojawiła się w 1987 roku na Guernsey, a następnie na Wight w 1993. Od tamtej pory nie opuściła żadnej edycji imprezy.

## Reprezentanci

### Golf
Alderney na Island Games 2009 reprezentowało siedmiu golfistów, trzy kobiety i czterech mężczyzn. Najlepszą z kobiet była Jane Ellen, która zajęła 34. miejsce w klasyfikacji generalnej pań. Pozostałe, Sue Wethey i Patricia Mclernon zajęły kolejno 36. i 42. miejsca.
W konkurencji męskiej najlepszy był Luke Butel, który zajął 43. miejsce, a drugi James Duncanson, 51. Kolejni dwaj, Kieth Allen i Norman Butel byli kolejno 52. i 65.
Panie zajęły 10. miejsce w konkurencji drużynowej, a panowie 13. w męskiej.
Golfiści indywidualnie
| Poz.   | Zawodnik          | 1. r. | 2. r. | 3. r. | 4. r. | Suma | Medal |
| ------ | ----------------- | ----- | ----- | ----- | ----- | ---- | ----- |
| 34./44 | Jane Ellen        | 104   | 94    | 92    | 97    | 387  |       |
| 36./44 | Sue Wethey        | 94    | 97    | 97    | 111   | 399  |       |
| 42./44 | Patricia Mclernon | 118   | 124   | 116   | 108   | 466  |       |
| 43./74 | Luke Butel        | 85    | 84    | 81    | 83    | 333  |       |
| 51./74 | James Duncanson   | 91    | 88    | 84    | 88    | 351  |       |
| 52./74 | Kieth Allen       | 91    | 84    | 92    | 89    | 356  |       |
| 65./74 | Norman Butel      | 94    | 97    | 106   | 101   | 398  |       |

Golfiści drużynowo
| Poz.   | Zawodnik          | 1. r. | 2. r. | 3. r. | 4. r. | Suma | Medal |
| ------ | ----------------- | ----- | ----- | ----- | ----- | ---- | ----- |
| 10./10 | Jane Ellen        | 316   | 315   | 305   | 316   | 1252 |       |
| 10./10 | Patricia Mclernon | 316   | 315   | 305   | 316   | 1252 |       |
| 10./10 | Sue Wethey        | 316   | 315   | 305   | 316   | 1252 |       |
| 13./19 | Kieth Allen       | 267   | 256   | 257   | 260   | 1040 |       |
| 13./19 | Luke Butel        | 267   | 256   | 257   | 260   | 1040 |       |
| 13./19 | Norman Butel      | 267   | 256   | 257   | 260   | 1040 |       |
| 13./19 | James Duncanson   | 267   | 256   | 257   | 260   | 1040 |       |

### Lekkoatletyka
W lekkoatletyce Alderney było reprezentowane przez Nikki Neal w biegu na 10 000 metrów kobiet. Zajęła ona 5. miejsce.
| Zawodniczka | Wynik    | Pozycja | Medal |
| ----------- | -------- | ------- | ----- |
| Nikki Neal  | 39.43.93 | 5./11   |       |

### Łucznictwo
Jedyną reprezentantką Alderney w łucznictwie była Jennifer Tatton. Brała udział w obu konkurencjach na łukach klasycznych. W tabeli zajęła 7. miejsce, a w knockoucie odpadła w drugiej rundzie.
| Poz.  | Zawodniczka     | 90m | 70m | 50m | 30m | Suma | Medal |
| ----- | --------------- | --- | --- | --- | --- | ---- | ----- |
| 7./16 | Jennifer Tatton | 233 | 267 | 239 | 302 | 1041 |       |

Knockout
|  |             |                 |             |                 |    |            |                 |            |
|  | 1/16 finału | 1/16 finału     | 1/16 finału |                 |    | 1/8 finału | 1/8 finału      | 1/8 finału |
|  | 1/16 finału | 1/16 finału     | 1/16 finału |                 |    | 1/8 finału | 1/8 finału      | 1/8 finału |
|  |             |                 |             |                 |    |            |                 |            |
|  |             |                 |             |                 |    |            |                 |            |
|  | Alderney    | Jennifer Tatton | 75          |                 |    |            |                 |            |
|  | Alderney    | Jennifer Tatton | 75          |                 |    |            |                 |            |
|  | Jersey      | Liz Pomroy      | 74          |                 |    |            |                 |            |
|  | Jersey      | Liz Pomroy      | 74          |                 |    | Alderney   | Jennifer Tatton | 43         |
|  |             |                 |             |                 |    | Alderney   | Jennifer Tatton | 43         |
|  |             |                 | Rodos       | Anu Vassiliadis | 93 |            |                 |            |
|  | Bermudy     | Roslyn Kneeland | Rodos       | Anu Vassiliadis | 93 | 30         |                 |            |
|  | Bermudy     | Roslyn Kneeland |             |                 |    |            |                 |            |
|  | Rodos       | Anu Vassiliadis | 77          |                 |    |            |                 |            |
|  | Rodos       | Anu Vassiliadis | 77          |                 |    |            |                 |            |
|  |             |                 |             |                 |    |            |                 |            |

### Tenis
Troje tenisistów reprezentowało Alderney. Mężczyźni, Michele Gavin-Rizzuto i Stefano Rizzuto, odpadli kolejno w 1/16 i 1/32 finału. Pierwszy z nich wygrał mecz z Gotlandczykiem Håkanem Hanssonem 2:0, przegrał jednak drugie spotkanie z mieszkańcem Minorki, Adrianem Mercadalem 0:2. Drugi z nich przegrał już pierwsze spotkanie 1/32 finału. Pokonał go 2:0 Jonathon Barradell z Wyspy Man.
Catriona Rizzuto przegrała w pierwszym meczu konkurencji żeńskiej, ulegając w 1/16 finału mieszkańce Saremy Aivi Auga 0:2.
| Tenisiści indywidualnie | Tenisiści indywidualnie | Tenisiści indywidualnie | Tenisiści indywidualnie | Tenisiści indywidualnie | Tenisiści indywidualnie | Tenisiści indywidualnie | Tenisiści indywidualnie | Tenisiści indywidualnie |
| Zawodnik                | 1/64                    | 1/32                    | 1/16                    | 1/8                     | 1/4                     | 1/2                     | Finał                   | Medal                   |
| ----------------------- | ----------------------- | ----------------------- | ----------------------- | ----------------------- | ----------------------- | ----------------------- | ----------------------- | ----------------------- |
| Catriona Rizzuto        | –                       | 0-2                     | nie awansowała          | nie awansowała          | nie awansowała          | nie awansowała          | nie awansowała          |                         |
| Michele Gavin-Rizzuto   | 2-0                     | 0-2                     | nie awansował           | nie awansował           | nie awansował           | nie awansował           | nie awansował           |                         |
| Stefano Rizzuto         | 0-2                     | nie awansował           | nie awansował           | nie awansował           | nie awansował           | nie awansował           | nie awansował           |                         |

Alderney wzięło także udział w mieszanych deblach. Michele Gavin-Rizzuto i Catriona Rizzuto oddali jednak walkowera reprezentantom Gibraltaru.
| Michele Gavin-Rizzuto i Catriona Rizzuto | – | W | nie awansowali | nie awansowali | nie awansowali |  |

Mężczyźni wzięli także udział w konkurencji drużynowej, z której odpali w rundzie eliminacyjnej, uległszy Gibraltarowi 1-2.
| Alderney (mężczyźni) | 1-2 | nie awansowali | nie awansowali | nie awansowali |  |

### Tenis stołowy
Sześcioro zawodników reprezentowało Alderney w tenisie stołowym.
Najlepszym z mężczyzn był Juan Salado, który w fazie grupowej wygrał jeden mecz z mieszkańcem Falklandów Dylanem Stephensonem, przegrawszy pozostałe dwa.
Nieco gorszy wynik uzyskał Josh McCulloch, który również wygrał jeden mecz (3-2  Lucas Biggs), jednak miał gorszy stosunek tzw. małych punktów.
Keith Ives przegrał wszystkie spotkania, podobnie, jak Ross Benfield, ponownie jednak pierwszy okazał się być nieco lepszy, dzięki pojedynczym zwycięstwom podczas dwóch meczów.
Abigail Gregg wydostała się z rundy grupowej, odnosząc jedno zwycięstwo i jedną porażkę, uległa jednak w 1/8 finału Elin Schwartz z Gotlandii.
Druga z pań, Danielle Ives, przegrała wszystkie trzy spotkania rundy grupowej.
| Zawodnik       | Faza grupowa | Faza grupowa | Faza grupowa | Faza finałowa | Faza finałowa  | Faza finałowa  | Faza finałowa  | Faza finałowa  | Medal |
| Zawodnik       | Faza grupowa | Faza grupowa | Faza grupowa | 1/16          | 1/8            | 1/4            | 1/2            | Finał          | Medal |
| -------------- | ------------ | ------------ | ------------ | ------------- | -------------- | -------------- | -------------- | -------------- | ----- |
| Abigail Gregg  | 0-3          | 3-1          | -            |               | 0-3            | nie awansowała | nie awansowała | nie awansowała |       |
| Danielle Ives  | 0-3          | 0-3          | 0-3          |               | nie awansowała | nie awansowała | nie awansowała | nie awansowała |       |
| Ross Benfield  | 0-3          | 1-3          | 0-3          | nie awansował | nie awansował  | nie awansował  | nie awansował  | nie awansował  |       |
| Keith Ives     | 1-3          | 0-3          | 1-3          | nie awansował | nie awansował  | nie awansował  | nie awansował  | nie awansował  |       |
| Josh McCulloch | 3-2          | 0-3          | 0-3          | nie awansował | nie awansował  | nie awansował  | nie awansował  | nie awansował  |       |
| Juan Salado    | 0-3          | 0-3          | 3-1          | nie awansował | nie awansował  | nie awansował  | nie awansował  | nie awansował  |       |

W deblach męskich lepszy okazał się debel Ross Benfield - Josh McCulloch, który choć przegrał wszystkie mecze, zdobył dwa punkty w spotkaniu przeciwko Falklandczykom. Drugi debel, Keith Ives - Juan Salado, przegrał wszystkie mecze.
W deblach żeńskich Abigail Gregg i Danielle Ives przegrały oba spotkania fazy grupowej.
W deblach mieszanych wystąpiły dwie pary, Ross Benfield - Abigail Gregg i Josh McCulloch - Danielle Ives. Obie przegrały wszystkie spotkania fazy grupowej, nie zdobywając nawet jednego punktu.
| Zawodnik                       | Faza grupowa | Faza grupowa | Faza grupowa | Faza finałowa  | Faza finałowa  | Faza finałowa  | Faza finałowa  | Medal |
| Zawodnik                       | Faza grupowa | Faza grupowa | Faza grupowa | 1/8            | 1/4            | 1/2            | Finał          | Medal |
| ------------------------------ | ------------ | ------------ | ------------ | -------------- | -------------- | -------------- | -------------- | ----- |
| Ross Benfield - Josh McCulloch | 2-3          | 0-3          | 0-3          | nie awansowali | nie awansowali | nie awansowali | nie awansowali |       |
| Ross Benfield - Josh McCulloch | 0-3          | 0-3          | 0-3          | nie awansowały | nie awansowały | nie awansowały | nie awansowały |       |
| Abigail Gregg - Danielle Ives  | 0-3          | 0-3          |              |                | nie awansowali | nie awansowali | nie awansowali |       |
| Ross Benfield - Abigail Gregg  | 0-3          | 0-3          | 0-3          | nie awansowali | nie awansowali | nie awansowali | nie awansowali |       |
| Josh McCulloch - Danielle Ives | 0-3          | 0-3          | 0-3          | nie awansowali | nie awansowali | nie awansowali | nie awansowali |       |

Zawodnicy Alderney wzięli też udział w rozgrywkach drużynowych tenisa stołowego. Przegrali wszystkie sześć meczów w fazie grupowej.
| Zawodnik | Faza grupowa | Faza grupowa | Faza grupowa | Faza grupowa | Faza grupowa | Faza grupowa | Faza finałowa  | Faza finałowa  | Faza finałowa  | Medal |
| Zawodnik | Faza grupowa | Faza grupowa | Faza grupowa | Faza grupowa | Faza grupowa | Faza grupowa | Play-off 1     | Play-off 2     | Finał          | Medal |
| -------- | ------------ | ------------ | ------------ | ------------ | ------------ | ------------ | -------------- | -------------- | -------------- | ----- |
| Alderney | 2-5          | 2-5          | 0-7          | 0-7          | 0-7          | 0-7          | nie awansowali | nie awansowali | nie awansowali |       |

### Żeglarstwo
Alderney w żeglarstwie reprezentowała Victoria Mcallister, która zajęła ostatnie, 24. miejsce klasyfikacji generalnej tej dyscypliny. Była to jedyna kobieta uczestnicząca w tej dyscyplinie.
| Zawodniczka         | Wyścigi | Wyścigi | Wyścigi | Wyścigi | Wyścigi | Wyścigi | Wyścigi | Wyścigi | Wyścigi | Wyścigi | Punkty Net | Pozycja | Medal |
| Zawodniczka         | 1       | 2       | 3       | 4       | 5       | 6       | 7       | 8       | 9       | 10      | Punkty Net | Pozycja | Medal |
| ------------------- | ------- | ------- | ------- | ------- | ------- | ------- | ------- | ------- | ------- | ------- | ---------- | ------- | ----- |
| Victoria Mcallister | 21      | 24      | 23      | 23      | DNF     | 23      | 24      | 24      | 23      | 21      | 206        | 24./24  |       |